# Giovanni Berchet

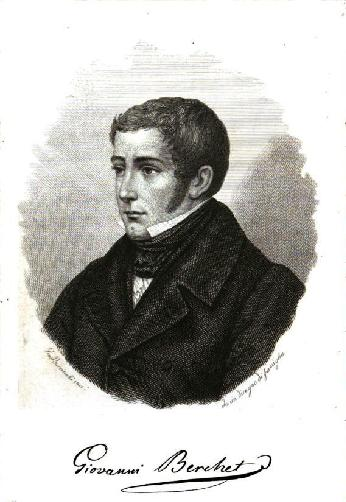
Giovanni Berchet

Giambattista Vittorio (Giovanni) Berchet (Milaan, 23 december 1783 - Turijn, 23 december 1851) was een Lombardisch dichter, schrijver en politicus. Hij was een van de belangrijkste vertegenwoordigers van de Italiaanse Romantiek waarover hij een manifest schreef. Tijdens de Risorgimento maakte hij deel uit van de Carbonari. Hij vond asiel in het buitenland waarbij hij lange tijd op het kasteel van Gaasbeek verbleef.

## Leven en werk

### Afkomst en opleiding

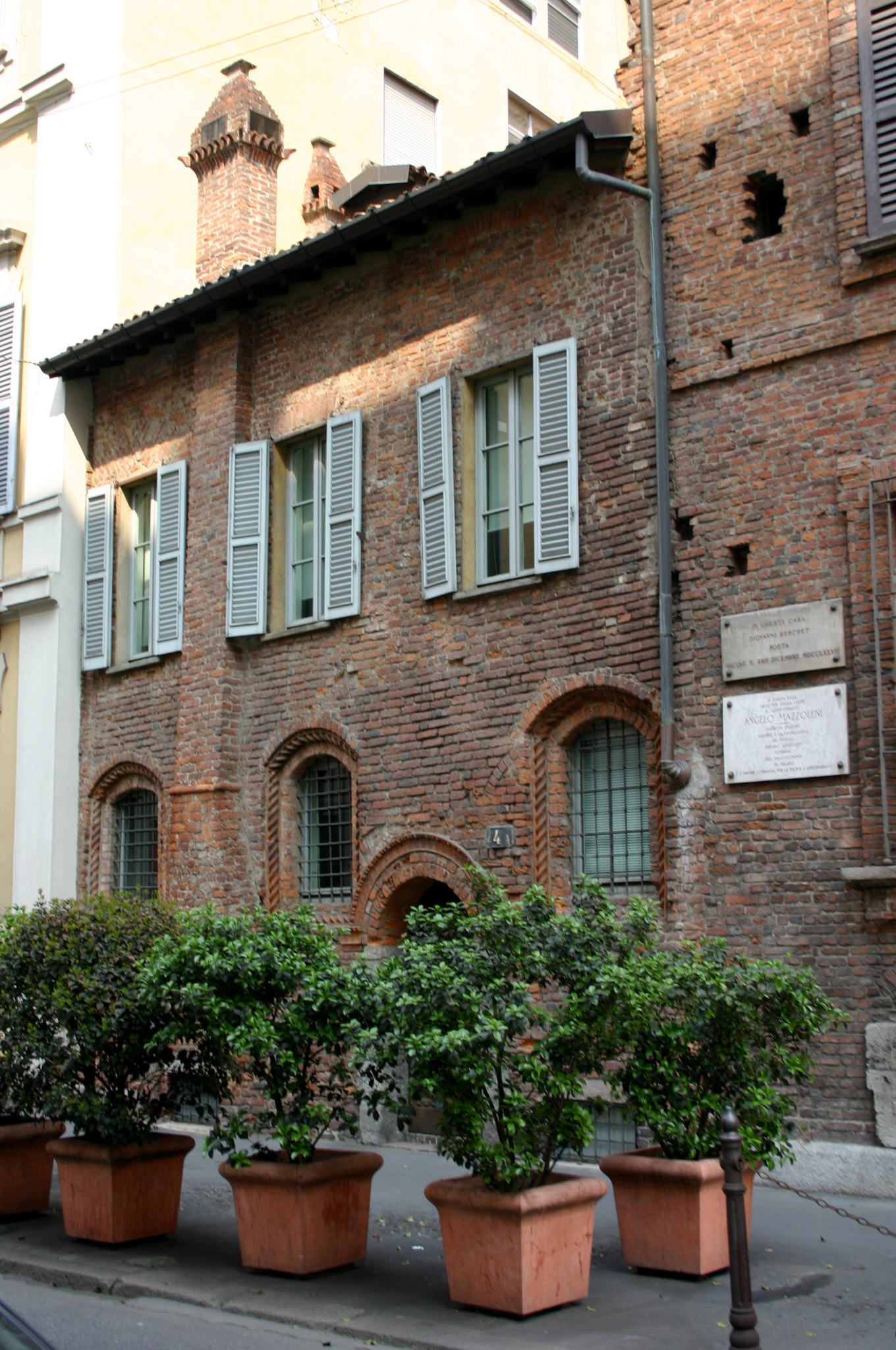
Casa Parravicini, het geboortehuis van Berchet

Berchet werd geboren in Milaan als oudste van acht kinderen in een handelaarsfamilie afkomstig uit het Franse Nantua vlak bij de Zwitserse grens. Hij was voorbestemd om in de voetsporen van zijn vader te treden die voor hem een internationale handelaarscarrière in gedachten had. Hij begon Engels en Duits te studeren, terwijl hij het Frans bij de ouderlijke opvoeding al had meegekregen.

### Manifest
Eens afgestudeerd richtte Berchet zich meer op de Europese literatuur die hij begon te bestuderen. Hij begon eveneens met het schrijven van dichtbundels en deed vertalingen van buitenlandse werken. In 1807 vertaalde hij The Bard van de Engelse dichter Thomas Gray en in 1810 volgde de Italiaanse vertaling van de roman The Vicar of Wakefield van Oliver Goldsmith. Dat jaar ging hij aan de slag bij de administratieve dienst van het parlement van het koninkrijk Italië dat door Napoleon in 1805 was opgericht. Na de val van Napoleon ging hij als vertaler aan de slag in Milaan. 
In 1816 publiceerde Madame de Staël in het Milanese tijdschrift Biblioteca Italiana een artikel waarbij ze een brug wou slaan met de Duitse Romantiek.  Het Milanese literaire milieu, waarvan Berchet pas begon deel van uit te maken, was nog sterk classicistisch geïnspireerd waardoor haar artikel slecht werd onthaald. Hij publiceerde daarop zelf het manifest Sul "cacciatore feroce" e sulla "Eleonora" di G.A. Bürger. Lettera semiseria di Grisostomo al suo figliolo over de Romantische literatuur. In het manifest riep hij op om afstand te nemen van het classicisme en terug te keren naar de christelijke denkwijzen uit de middeleeuwen waarbij hij inspiratie vond bij de ideeën van Madame de Staël en de Duitse Romantiek. In 1818 was hij medestichter van het literair tijdschrift Il Conciliatore waarin volop de kaart van de Romantiek getrokken werd. Berchet schreef er recensies van romans van buitenlandse auteurs zoals Friedrich Ludewig Bouterweck, Jean Charles Léonard de Sismondi en Pierre-Louis Ginguené. Berchet keerde in 1819 terug naar de poëzie en publiceerde dat jaar twee dichtbundels.

### Risorgimento en gedwongen asiel
Berchet sloot zich tijdens de Risorgimento aan bij de Carbonari. Hij nam in 1821 deel aan de nationalistische opstanden die echter onderdrukt werden waardoor hij het land diende te ontvluchten. Hij ging naar Parijs waar hij vriendschap sloot met markies Arconati, wiens voorouders afkomstig waren uit Milaan en die op het kasteel van Gaasbeek woonde. Sindsdien vormde Gaasbeek zijn uitvalsbasis en pendelde hij regelmatig naar Londen waar hij langdurig verbleef.  Hij schreef er de werken I profughi di Parga (1821), Romanze (1822–1824) en Le Fantasie (1829), die gezien worden als zijn belangrijkste dichtbundels. 
In juli 1829 keerde Berchet terug naar Gaasbeek waar op dat moment de filosoof Claude Fauriel verbleef en hielp hem met de Italiaanse vertaling van de Spaanse Romancero. Door bemiddeling van Fauriel kon Berchet naar Bonn om er het werk van Friedrich von Schlegel te bestuderen. Terug in Gaasbeek schreef hij een vertaling van het Nibelungenlied. Tot 1839 verbleef Berchet dan lange tijd in Berlijn waar hij deel uitmaakte van het literaire milieu.

### Terugkeer naar Italië
In 1845 keerde Berchet terug naar het Apennijns Schiereiland en vestigde zich in Turijn, de hoofdstad van Piëmont waar hij opnieuw actief werd bij de eenmaking van Italië. Hij maakte er deel uit van de voorlopige regering als minister van Openbaar Onderwijs en was lid van het subalpijns parlement tot in 1848. Hij nam nog deel aan de Vijf dagen  van Milaan maar nadien speelde hij om gezondheidsredenen geen rol van betekenis meer. Hij stierf in Turijn op zijn 68ste verjaardag en werd begraven op het Cimitero monumentale van de stad.